# Bahkauv
De Bahkauv is een mythisch wezen uit Aken. Het lijkt op een groot kalf met scherpe tanden en een schubbenhuid. Het zou in het afwateringskanaal van de thermale bron Am Büchel wonen.

## De legende
Het monster zou 's nachts dronken mannen schrik aanjagen en eisen dat zij het op hun schouders dragen, waardoor die mannen moeilijk thuis geraken. Als de mannen smeken of bidden wordt het zwaarder, als zij schelden wordt het lichter. Vrouwen en kinderen worden door de Bahkauv niet lastiggevallen.
In andere streken bestaan er veel varianten van de legende.

## De fontein
Op 18 april 1902 werd besloten om op de plaats van een sedert de 17e eeuw bestaande watervoorziening een fonteinmonument op te richten. De financiële middelen kwamen uit de Blees-stichting. Professor Karl Krauss kreeg de opdracht voor ontwerp en uitvoering. De fontein werd op 18 november 1904 ingehuldigd. 
Tijdens de Tweede Wereldoorlog werd het metaal ervan omgesmolten en bleef enkel het stenen gedeelte over.
Na een discussie onder de Aachense bevolking werd besloten de oorspronkelijke fontein niet te herstellen, maar een nieuwe op te richten naar een ontwerp van Kurt-Wolf von Borries. Deze werd op 27 september 1967 ingehuldigd.

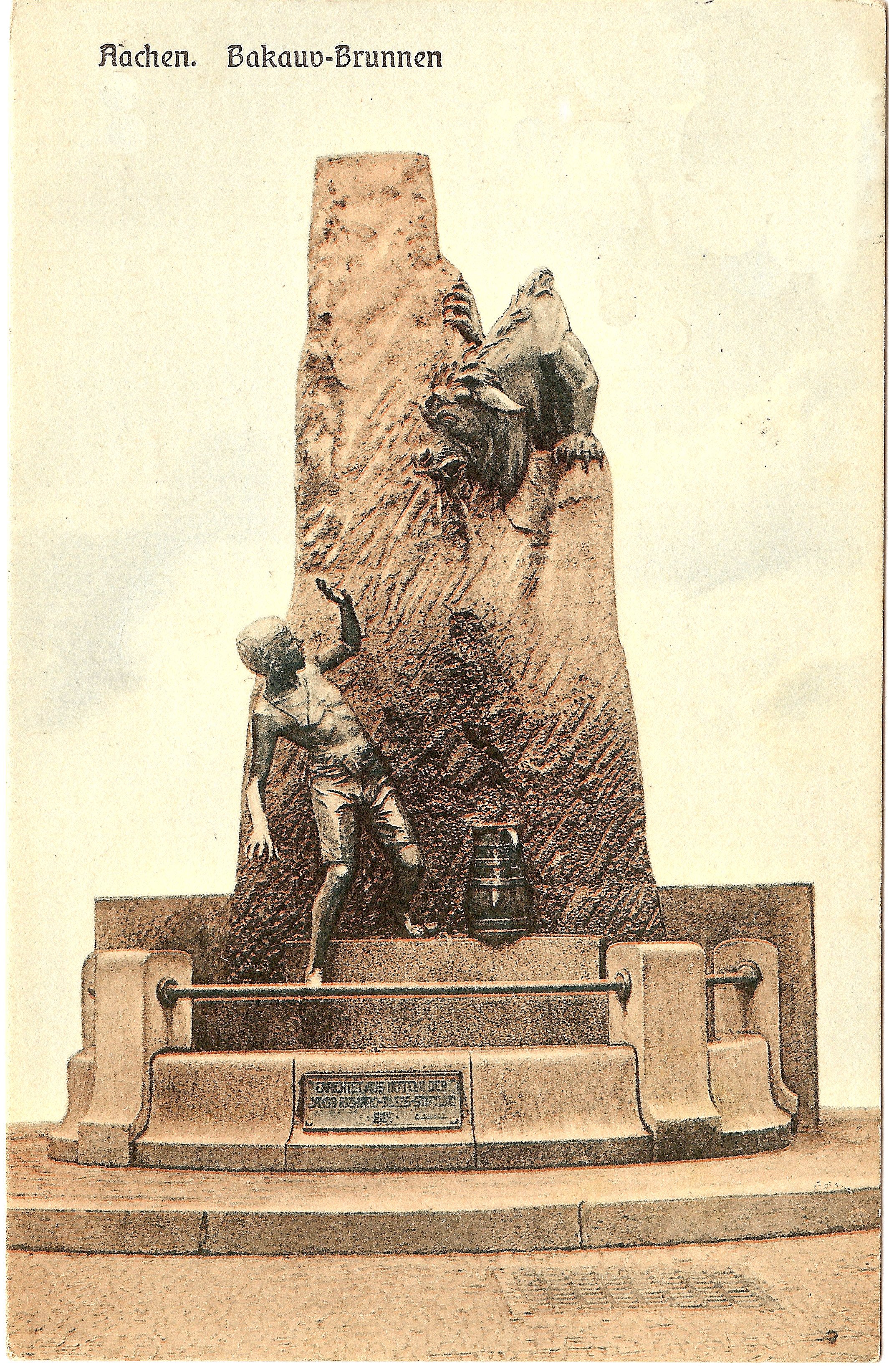
Het oorspronkelijke ontwerp van Karl Krauss
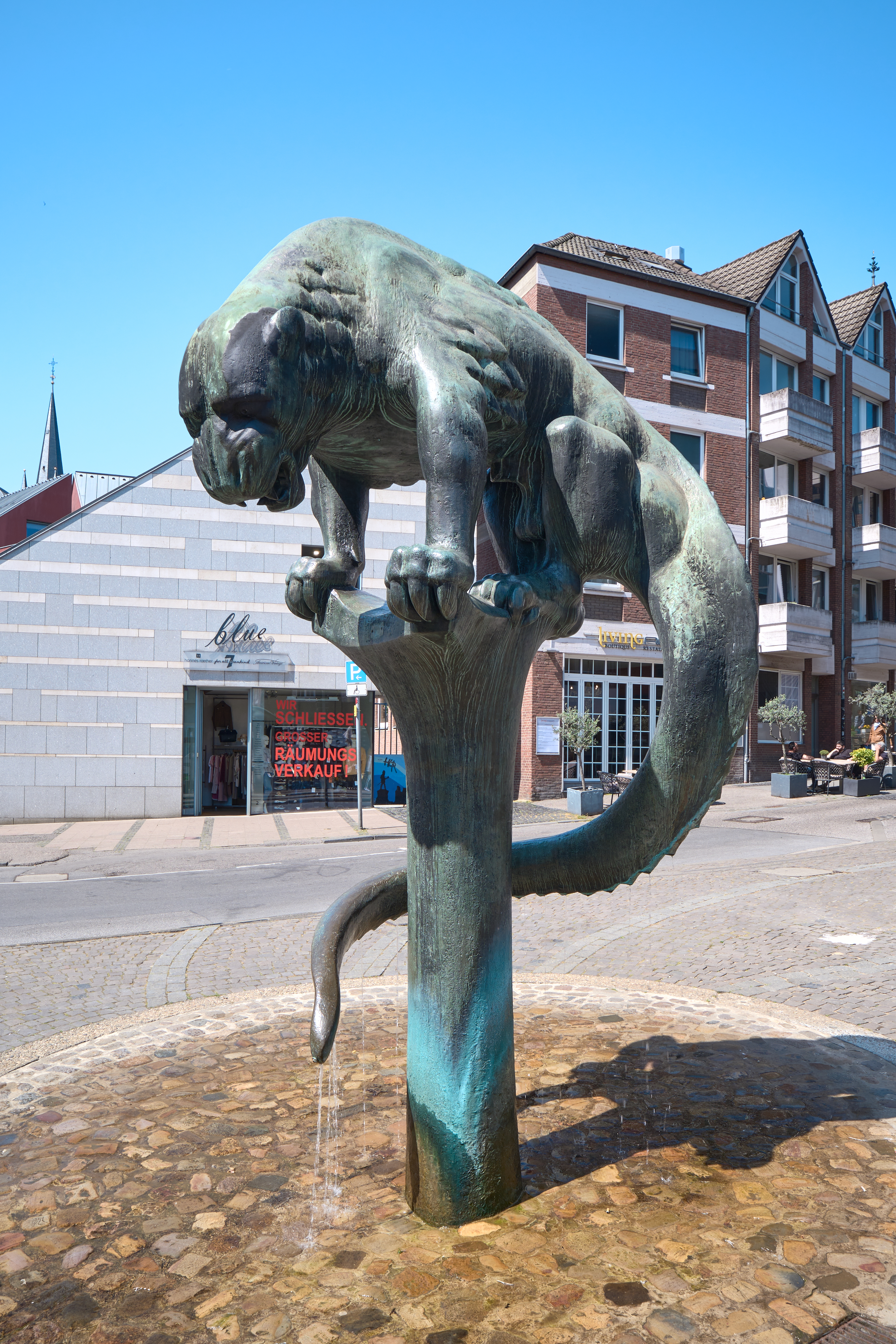
De huidige fontein van Kurt-Wolf von Borries